# والتر ولف کینگ
والتر ولف کینگ (انگلیسی: Walter Woolf King؛ ‏ ۲ نوامبر ۱۸۹۹ – ۲۴ اکتبر ۱۹۸۴) بازیگر اهل ایالات متحده آمریکا بود.
از فیلم‌ها یا برنامه‌های تلویزیونی که وی در آن نقش داشته‌است، می‌توان به بجنبید سربازها!، خانم سوئیسی، فرودگاه، خانه‌دار، داستان هلن مورگن، عشق‌بازی به‌یادماندنی، ده فرمان، فرانسیس در نیروی دریایی، تاکسی، بین ما دخترها، بالالایکا و شبی در اپرا اشاره کرد.